# Sayuri Yoshii
Sayuri Yoshii (jap. 吉井小百合 Yoshii Sayuri; ur. 28 listopada 1984 w Koshoku) – japońska łyżwiarka szybka, srebrna medalistka mistrzostw świata.

## Kariera
Największy sukces w karierze Sayuri Yoshii osiągnęła w 2010 roku, kiedy wywalczyła srebrny medal podczas sprinterskich mistrzostw świata w Obihiro. W zawodach tych rozdzieliła na podium Lee Sang-hwa z Korei Południowej oraz Niemkę Jenny Wolf. Był to jednak jedyny medal wywalczony przez nią na międzynarodowej imprezie tej rangi. Była też między innymi czwarta w biegu na 500 m podczas dystansowych mistrzostw świata w Inzell w 2005 roku, gdzie walkę o medal przegrała z Lee Sang-hwa. Wielokrotnie stawała na podium zawodów Pucharu Świata, odnosząc przy tym dwa zwycięstwa: 20 lutego 2005 roku i 3 marca 2006 roku w Heerenveen wygrywała w biegach na 500 m. Najlepsze wyniki osiągnęła w sezonie 2004/2005, kiedy była czwarta w klasyfikacjach końcowych na 500 i 1000 m. W 2006 roku wzięła udział w igrzyskach olimpijskich w Turynie, zajmując dziewiąte miejsce w biegu na 500 m oraz piętnaste w biegu na 1000 m. Na rozgrywanych cztery lata później igrzyskach w Vancouver jej najlepszym wynikiem było piąte miejsce na dystansie 500 m.